# Charles Ssekyaaya
Charles Ssekyaaya (* 11. April 1994 in Mulago) ist ein ugandischer Gewichtheber.

## Karriere
Ssekyaaya wurde 2011 zum Uspa-Gewichtheber des Jahres in Uganda gewählt. Im März 2012 erhielt er aufgrund einer von Journalisten durchgeführten Wahl den March Nile/Uspa award. Bei den in Nairobi im März 2012 ausgetragenen Afrikameisterschaften gewann er Gesamt-Silber im Gewichtheben hinter dem Nigerianer Fadodul Sola sowie Gold und Bronze in den Disziplinen Stoßen und Reißen.
Ssekyaaya stand im Aufgebot der ugandischen Mannschaft für die Olympischen Sommerspiele 2012, auf die er sich unter anderem sechs Monate lang im Olympic-Solidarity-Trainingscenter in Colorado Springs vorbereitete. In London startete er in der Klasse bis 62 kg. Dort belegte er mit 105 kg im Reißen (14. Rang) und 130 kg im Stoßen (13. Rang) den 13. Platz im Endklassement. Der 1,59 Meter große Sportler brachte 2012 ein Wettkampfgewicht von 61 kg auf die Waage.